# Resolución 212 del Consejo de Seguridad de las Naciones Unidas
La resolución 212 del Consejo de Seguridad de las Naciones Unidas, adoptada por unanimidad el 20 de septiembre de 1965, después de examinar la solicitud de las Islas Maldivas para la membresía en las Naciones Unidas, el Consejo recomendó a la Asamblea General que las Islas Maldivas fuesen admitidas.